# 로만 콜론
로만 베네딕토 콜론(Román Benedicto Colón , 1979년 8월 13일 ~ )은 도미니카 공화국의 야구 선수이다.

## 미국 프로 야구시절
로만 콜론은 1996년 애틀랜타 브레이브스의 도미니카 여름 리그팀에서 프로 생활을 시작했다. 2004년, 첫 메이저 리그 시즌을 보내고 다음해인 2005년에 디트로이트 타이거스로 트레이드되었다. 2007년에 목부상을 이유로 부상자 명단에 올랐고 소속팀과의 불화로 캔자스시티 로열스로 팀을 옮겼다. 2010년에 성적 부진으로 구단에서 방출된 후 KIA 타이거즈와 계약을 맺게 된다.

## KBO 리그시절
2010년 5월 5일 계약금 10만 달러, 연봉 20만 달러의 금액에 KIA와 입단 계약을 맺었다. 2010년 총 21경기에 나와 8승 7패 방어율 3.91을 기록하며 타이거즈 선발의 한축을 담당하게 되었으나, 시즌을 마치지 못한 채 개인적 사정으로 인해 고향으로 돌아가게 되었다. 2011년에는 재계약 여부를 놓고 KIA 타이거즈 측에서 트래비스 블래클리와 저울질했다. 그러나 콜론은 103이닝밖에 소화하지 못해 이닝 소화 능력에 단점이 있었고, 콜론이 로페즈급의 대우를 원하자 KIA 측에서 재계약을 포기하고 호주 월드 베이스볼 클래식 국가대표팀 출신 좌투수 트래비스를 새로운 용병으로 영입하게 되었으며 콜론은 LA 다저스와 마이너 리그 계약을 체결하고 미국으로 돌아가게 되었다.

## 통산기록
| 년도 | 팀    | 평균자책 | 경기수 | 승리 | 패전 | 세이브 | 홀드 | 완투 | 완봉 | 이닝    | 피안타 | 피홈런 | 4사구 | 탈삼진 | 실점 | 자책점 |
| ---- | ----- | -------- | ------ | ---- | ---- | ------ | ---- | ---- | ---- | ------- | ------ | ------ | ----- | ------ | ---- | ------ |
| 2010 | KIA   | 3.91     | 21     | 8    | 7    | 0      | 0    | 1    | 0    | 103 2/3 | 97     | 6      | 50    | 57     | 51   | 45     |
| 통산 | 1시즌 | 3.91     | 21     | 8    | 7    | 0      | 0    | 1    | 0    | 103 2/3 | 97     | 6      | 50    | 57     | 51   | 45     |

## 참조
1. ↑  KIA 타이거즈, 새 외국인 투수 로만 콜론 영입[깨진 링크(과거 내용 찾기)] 《Xportsnews》, 2010년 5월 6일 작성